# Ercávica
Ercávica es el nombre de una antigua ciudad romana, con la categoría de municipio, que se encuentra en Cañaveruelas, localidad cercana al embalse de Buendía, en la provincia de Cuenca (España).

Posible extensión de la Celtiberia.

## Introducción
En el contexto de la campaña de 179 a. C. de Tiberio Sempronio Graco por las tierras de Celtiberia, se nombra por primera vez la ciudad de Ercávica. Tito Livio narra cómo la célebre y poderosa ciudad de Ercávica, impresionada por los desastres sufridos por otros pueblos del contorno, abrió sus puertas a los romanos. Tito Livio narra que esta rendición no fue sincera y que cuando Graco retiraba sus tropas de una comarca las hostilidades volvían a comenzar. La ciudad de la que habla Tito Livio es la ciudad celtibérica, de la que la ciudad romana tomó el nombre.
La actual ciudad romana de Ercávica se encuentra situada en un promontorio sobre el río Guadiela, en el pantano de Buendía y corresponde con el solar de la antigua ciudad celtibérica. Lo que se conoce como antigua ciudad celtibérica situada a escasos kilómetros del margen contrario del río corresponde en realidad a un campamento militar datado en las guerras sertorianas, hoy inundado por las aguas del pantano. El acceso al parque arqueológico se realiza a través del pueblo de Cañaveruelas por un camino asfaltado de 5 km, que se encuentra bien señalizado.

## Historia
A partir del siglo II a. C. la ciudad fue adquiriendo el aspecto típicamente romano, con un trazado regular y delimitada en su perímetro por una muralla. Del mismo modo contaba con los edificios tanto públicos como privados propios de una ciudad romana. Fue en la época de Augusto cuando se produjo la transformación de Ercávica con la construcción de edificios sofisticados como un foro, una basílica y uno o varios templos, y se le concedió el estatus de municipium, como demuestran las monedas emitidas por su ceca.
Coincidiendo este periodo con la etapa de mayor plenitud, durante los siglos I y II. A partir del siglo III, la ciudad fue sufriendo un lento declive que provocará su definitivo abandono entre los siglos IV y V. Posteriormente la ciudad fue conocida como Arcávica y mencionada en los concilios de Toledo como sede episcopal,  posteriormente trasladada a Cuenca.

## Ceca
Sabemos que aproximadamente a mediados del siglo II a. C. Erkauika produce dos emisiones en bronce donde el único valor es la unidad, cuyos tipos monetales responden a los utilizados por las cecas celtibéricas durante este período, busto en anverso y jinete lancero en el reverso.
Las monedas emitidas por esta ceca, también nos muestran que en época de Augusto tuvo el estatuto de municipio. De las acuñaciones municipales de Ercávica disponemos del estudio de Mariví Gomis Justo, en el que se hace un riguroso estudio de los cuños. Conocemos tres emisiones realizadas a nombre de los emperadores Augusto, Tiberio y Calígula.
Para datar la primera emisión no existen evidencias cronológicas; sin embargo, el estilo «Patricia» del retrato de Augusto en algunos cuños llevó a los especialistas a considerar que Ercávica obtuvo el estatuto de municipium durante la visita de Augusto, en 15-14 a. C., y que la emisión tendría un carácter fundacional, mientras que también se ha considerado una fecha de ca. 11-10 a. C. Esta emisión consistió en ases y semis con el mismo diseño: el retrato de Augusto en anverso y el toro parado en el reverso.
La segunda emisión se produjo bajo de Tiberio y se mencionan los nombres de los magistrados, los «II Viri». Los diseños variaron muy poco, en los ases el toro lleva una mitra/frontón sobre los cuernos y en los semis una corona de laurel que rodea el nombre del municipium.
Las acuñaciones a nombre de Calígula no es seguro que deban agruparse en una emisión; destaca el sestercio que muestra en el anverso el retrato del emperador y en el reverso a las tres hermanas de Calígula, de frente. No se tiene certeza de que esta pieza forme parte de la emisión realizada a nombre de «Ter(entius). Sura» y «L(ucius) Lic(icinius) Gracilis», porque no se mencionan sus nombres en ella. La existencia de algunos cuños que carecen del título de «P(ater) P(atriae)» y de otros que lo poseen, sugiere que la acuñación podría datarse a partir del año 37, momento en que Calígula obtuvo dicho título.